# Ana Paula Scheffer
Ana Paula Scheffer (Toledo, 18 de agosto de 1989 – Toledo, 16 de outubro de 2020) foi uma ginasta brasileira que integrou a seleção de ginástica rítmica.

## Carreira
Ana Paula nasceu em Toledo, no oeste do Paraná e começou a treinar ainda quando era criança, na equipe de ginástica rítmica da sua cidade. Representou o município em várias competições nacionais e internacionais, com destaque na categoria individual. Conquistou medalhas em campeonatos paranaenses e brasileiros.
Passou a integrar a seleção brasileira de ginástica rítmica e representou o Brasil em diversas competições internacionais. Participou do Campeonato Pan-Americano de 2005 no Rio de Janeiro e dos Jogos Pan-Americanos de 2007 na mesma cidade, dos quais na última conquistou a medalha de bronze no aparelho arco. Também competiu nos Jogos Sul-Americanos de 2006 em Buenos Aires e de 2010 em Medellín. Competiu ainda em diversos campeonatos mundiais, como no Campeonato Mundial de Ginástica Rítmica de 2009, no Japão.
Posteriormente, graduou-se em Educação Física pelo Centro Universitário Fundação Assis Gurgacz. Trabalhou como treinadora nas seleções transitórias de Ginástica Rítmica Individual e de Conjunto. Por último, assumiu o comando técnico da equipe de ginástica rítmica de Cascavel.

## Morte
Ana Paula foi encontrada morta por sua mãe por volta das 12h de 16 de outubro de 2020 em sua casa em Toledo. Segundo a família, a ginasta teria sofrido um infarto fulminante enquanto estava deitada em seu quarto. O corpo da atleta foi levado para o Instituto Médico-Legal. Contudo, um exame inicial para determinar a causa da morte teve um resultado inconclusivo.